# Église Saint-Fructueux de Camélas
Pour les articles homonymes, voir église Saint-Fructueux.
L'église Saint-Fructueux de Camélas est une église en partie de style préroman et roman située à Camélas, dans le département français des Pyrénées-Orientales. Elle est l'église paroissiale de Camélas est inscrite aux monuments historiques.

## Situation
| \| Église Saint-Fructueux de Camélas \| Situation par rapport aux sites préromans des Pyrénées-Orientales. |
| Église Saint-Fructueux de Camélas                                                                          |

L'église Saint-Fructueux est située dans le centre du village de Camélas.

## Histoire
La première mention connue du lieu dans un texte date du Xe siècle. Au XIe siècle, elle appartient à l'abbaye Sainte-Marie d'Arles-sur-Tech.
D'un point de vue architectural, le bâtiment est plusieurs fois remanié, le bâtiment actuel comportant des éléments dont la datation est parfois difficile à établir, mais qui pourrait s'étaler du XIIe siècle au XVIIe siècle, puis à l'époque moderne.
L'église est inscrite au titre des monuments historiques par arrêté du 5 octobre 1964.